# 메리카레

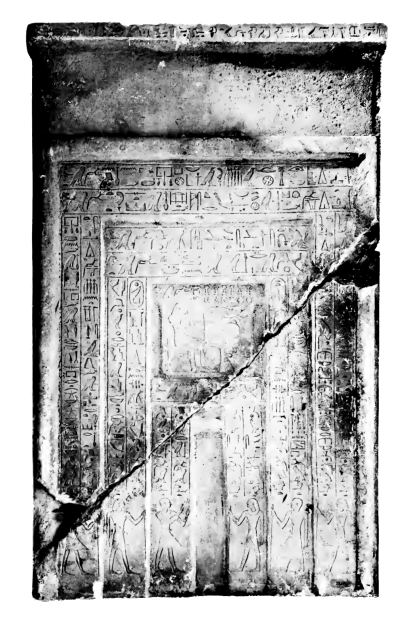

메리카레(Merikare)는 이집트 제1중간기의 파라오이다. 이집트 제10왕조의 파라오로 보이지만, 토리노 파피루스에는 존재가 기록되어 있지 않다.
그의 아버지인 '케티'는 "메리카레를 위한 가르침"을 저술했는데, 케티 몇 세인지는 불명이다. 참고로 메리카레는 '레의 영혼은 사랑스럽다'라는 의미이다.

## 같이 보기
- Wolfgang Kosack: Berliner Hefte zur ägyptischen Literatur 1 - 12: Teil I. 1 - 6/ Teil II. 7 - 12 (2 Bände). Paralleltexte in Hieroglyphen mit Einführungen und Übersetzung. Heft 8: Die Lehre für König Merikarê. Verlag Christoph Brunner, Basel 2015. ISBN 978-3-906206-11-0.

| 전임 케티 5세 ? | 이집트 제10왕조의 파라오 ? 기원전 21세기 북이집트 | 후임 불명 |